# Mesochorus agnellonis
Mesochorus agnellonis är en stekelart som beskrevs av Schwenke 1999. Mesochorus agnellonis ingår i släktet Mesochorus och familjen brokparasitsteklar. Inga underarter finns listade i Catalogue of Life.